# Día Internacional de la Danza
El Día Internacional de la Danza es una jornada que se celebra cada 29 de abril desde 1982, fue impulsado por Consejo Internacional de la Danza(CID),  Instituto Internacional del Teatro (ITI) y respaldado por la UNESCO para su aprobación en ese mismo año.

## Proclamación
El Día Internacional de la Danza fue propuesto en 1982 por el Consejo Internacional de la Danza(CID), Instituto Internacional del Teatro (ITI, por sus siglas en inglés). Es una celebración para resaltar la significancia universal de la danza, su papel como lenguaje artístico que trasciende fronteras y su capacidad para unir a las personas bajo ideales de paz y amistad a través del arte de la danza. La proclamación oficial se realizó con el respaldo de la UNESCO para resaltar la importancia de la danza en la educación y la cultura mundial, promoviendo su inclusión en los sistemas educativos junto con otras formas de arte.

## Celebración
Se celebra anualmente el 29 de abril, en honor al nacimiento de Jean-Georges Noverre, un innovador y maestro de la danza considerado el creador del ballet moderno. La primera celebración oficial tuvo lugar en 1982, y desde entonces se ha consolidado como un día dedicado a la danza en todas sus formas y expresiones. Durante esta jornada, se llevan a cabo actividades a nivel mundial que incluyen presentaciones de compañías y escuelas de danza, clases abiertas, ensayos públicos, conferencias, exposiciones, y programas en radio y televisión. Además, la UNESCO elige anualmente a una figura reconocida de la danza para que redacte un mensaje especial que se difunde globalmente. 

## Mensajes
| Año    | País                | Autor                      |
| ------ | ------------------- | -------------------------- |
| 1982   | Eslovenia           | Henrik Neubauer            |
| 1983   |                     | Ningún mensaje publicado   |
| 1984   | Rusia               | Yuri Grigorovitch          |
| 1985   | Estados Unidos      | Robert Joffrey             |
| 1986   | India               | Chetna Jalan               |
| 1987   |                     | Dance Committee Board      |
| 1988   | Reino Unido         | Robin Howard               |
| 1989   | Finlandia           | Doris Laine                |
| 1990   | Estados Unidos      | Merce Cunningham           |
| 1991   | Países Bajos        | Hans van Manen             |
| 1992   | Benín *             | Germaine Acogny*           |
| 1992   | Senegal *           | Germaine Acogny*           |
| 1993   | Francia             | Maguy Marin                |
| 1994   | China *             | Dai Ailian*                |
| 1994   | Trinidad y Tobago * | Dai Ailian*                |
| 1995   | Estados Unidos      | Murray Louis               |
| 1996   | Rusia               | Maya Plisétskaya           |
| 1997   | Francia             | Maurice Béjart             |
| 1998   | Japón               | Kazuo Ohno                 |
| 1999   | Egipto              | Mahmoud Reda               |
| 2000 * | Cuba                | Alicia Alonso              |
| 2000 * | República Checa     | Jiří Kylián                |
| 2000 * | Francia             | Cyrielle Lesueur           |
| 2001   | Estados Unidos      | William Forsythe           |
| 2002   | Estados Unidos      | Katherine Dunham           |
| 2003   | Suecia              | Mats Ek                    |
| 2004   | Australia           | Stephen Page               |
| 2005   | Japón               | Miyako Yoshida             |
| 2006   | Camboya             | Kim Norodom Sihamoni       |
| 2007   | Alemania            | Sasha Waltz                |
| 2008   | Sudáfrica           | Gladys Agulhas             |
| 2009   | Reino Unido         | Akram Khan                 |
| 2010   | Argentina           | Julio Bocca                |
| 2011   | Bélgica             | Anne Teresa De Keersmaeker |
| 2012   | Bélgica             | Sidi Larbi Cherkaoui       |
| 2013   | China Taipei        | Lin Hwai-min               |
| 2014   | Francia             | Mourad Merzouki            |
| 2015   | España              | Israel Galván              |
| 2016   | Samoa *             | Lemi Ponifasio*            |
| 2016   | Nueva Zelanda *     | Lemi Ponifasio*            |
| 2017   | Estados Unidos      | Trisha Brown               |
| 2018 * | Burkina Faso        | Salia Sanou                |
| 2018 * | Líbano              | Georgette Gebara           |
| 2018 * | Hong Kong           | Willy Tsao                 |
| 2018 * | Israel              | Ohad Naharin               |
| 2018 * | Cuba                | Marianela Boan             |
| 2019   | Egipto              | Karima Mansour             |
| 2020   | Sudáfrica           | Gregory Vuyani Maqoma      |
| 2021   | Alemania            | Friedemann Vogel           |
| 2022   | Corea del Sur       | Kang Sue-jin               |
| 2023   | China               | Yang Lipin                 |